# エコキャップ推進協会
エコキャップ推進協会（エコキャップすいしんきょうかい、Ecocap Ｍovement）は、ペットボトルのキャップを回収し、その売却益を発展途上国にワクチンを寄贈する団体に寄付することを主目的とする特定非営利活動法人である。

## 概要

### 経緯
神奈川県の女子高校生の「ペットボトルはリサイクルされるのに、キャップが捨てられるのはもったいない」との考えに始まる。2005年5月、これに神奈川県のNPO法人全国障害者福祉援護協会設立者の永田近が賛同、キャップの回収を呼び掛けた。設立当初はリサイクルを通じて環境・リサイクル意識を高めることが目的であったが、回収したキャップをリサイクル業者に売却することとなった。その売却益をどうするかを議論した結果、発展途上国の子どもたちのワクチン代にすることとした。

### 目的
協会の定款によれば、ペットボトルのキャップを回収することによって、焼却処分により発生する二酸化炭素を抑制し「地球環境を改善する」。併せて、再資源化による売却益を以て「国内外の子どもにワクチンを寄贈、貧困救済」「被災孤児等の救援」などに寄与することを目的としている。エコキャップ推進協会ならびにその協力団体は、ペットボトルのキャップをエコキャップと呼び、ワクチン代寄付までの一連の運動を、エコキャップ運動と呼んでいる。
しかしながら、ペットボトルのキャップを回収する輸送費が売却益を大幅に上回ってしまう。これに対して協会は、資源や環境や貧困に関心を持つ機会を提供することが目的であり、ワクチン代の寄付はその派生的活動であるとの見解を出している。

### システム
2014年1月10日から、専用の回収袋を使ったエコキャップ配送サービスでキャップ収集を行っている。キャップ提供者が協会から20枚セット1,400円のエコキャップ専用袋を購入し、さらに一袋あたり430円の送料を西濃運輸に支払う。一袋当たりの負担は500円となる。回収されたキャップは、最寄りのエコステーション、エコファクトリーに送られ、後日協会から受領書が提供者に届く。
集めるキャップは、異臭防止のため軽く洗浄することが勧められている。イベントなどで塗装されたものはリサイクルができない。また、値札シールやキャンペーンのシール、セロハンテープ、ゴムのパッキングも先に除去する必要がある。
回収されたキャップは1kg当たり15円でリサイクル業者に売却され、うち10円が世界の子どもにワクチンを日本委員会(JCV)に寄付される。協会発足時からキャップ400個で1kgとしていたが、飲料メーカーによるキャップの軽量化が進んだため、2012年9月よりキャップ430個を1kgとした。

## エコキャップ運動への批判
協会は活動の主目的に、キャップの焼却によって発生する二酸化炭素の抑制、地球環境の改善を挙げているが、収集されたキャップの輸送に関わる化石燃料の消費、リサイクルに必要となるエネルギー消費量の大きさから、本末転倒になっているとの批判がある。キャップ回収に関わる経費が売却費を上回るため、協会は「ワクチン代の寄付を目的とされる方は直接当該団体に寄付する」ことを勧めている。

### キャップ売却費より高い諸経費
先述の通り、協会がエコキャップ専用袋を20枚1,400円で販売しており、これにキャップを詰めて協会に送付するのに送料が430円かかる。いずれも提供者負担であり、一袋当たりの負担額は500円となる。キャップが10kg入ったエコキャップ専用袋を一袋提供したときの売却費は150円、うちJCVへの寄付額は100円であり、これだけでも寄付額の5倍の経費がかかっている。さらに、JCVの活動費も差し引かれるため、ワクチンに換えられる金額はもっと少なくなる。
協賛する企業がプラスチック製のキャップ回収ボックスを販売しているが価格が5,000円以上であり、60Lサイズのものは6,500円である。

## 協会の分裂
2012年11月16日、全国障害者福祉援護協会及びエコキャップ推進協会の設立者で、同推進協会の専務理事兼事務局長であった永田近が急逝。まもなくして藤沢久美理事長が突然辞任し、矢部信司に交代した。この人事に対して全国障害者福祉援護協会側は反発、「この交代劇について、疑念と不信を持つに至りました」とサイト上で表明し、全国障害者福祉援護協会エコキャップ協会として分裂した。
サイトの編集権限は全国障害者福祉援護協会側が保持したため、エコキャップ推進協会側は2013年1月28日に新規サイトを立ち上げ、全国障害者福祉援護協会側への反論文を掲載した。全国障害者福祉援護協会側の旧サイトは、ほとんどが改訂中となっており、更新が止まっている状況である。

## ワクチン代の寄付の停止
2015年4月、同協会は2013年9月から、ワクチンを提供するNPO法人、世界の子どもにワクチンを日本委員会(JCV)への寄付を停止していたことがマスコミ各社で報道された。2013年度（2013年9月〜2014年8月）の協会の収入は約9,000万円に上り、JCVは寄付に関して内容証明郵便で説明を求めた。また寄付を停止した後も、協会はキャップ提供者に対し、替えたワクチンの本数を記した受領書を発行していた。

### エコ推側の主張
4月10日、矢部信司理事長が記者会見し、売却益は「障害者自立支援事業」に使っていた、資金の流用は決してない、今年度はこれまでとは別の団体「国境なき医師団」「国際ロータリー」にワクチン代を寄付すると釈明した。
4月17日、協会は「4/17のご報告」として、殺到した問い合わせの中から特に多かった質問についてサイト上に回答を掲載した。キャップの収益については、前期（2013/9/1〜2014/8/31）は障害者の雇用創出・自立支援活動のため「エコステーション」の設置プロジェクトに充てており、ワクチン代の寄付については、今期（2014/9/1〜2015/8/31）から支援を再開するとし、JCVとの関係については、「JCV側が一度も事業報告を開示しなかった」「JCV側から（念書を書けという）寄付の強要があった」など、JCVとの行き違いを主張した。
矢部信司理事長は週刊ポストの取材に対し、2013年9月〜2014年8月期の収入約9,000万円の使い道について、障害者支援事業（キャップの洗浄・異物除去などの作業委託）に1900万円、人件費が約3900万円、事務所家賃などに約3900万円を充てたと答えた。

### JCV側の主張
JCVは、エコ推に対し、「毎年1月から2月の間に事業報告書を郵送しており、寄付の強要も無い」と反論を行った。なお、JCVのサイトには毎年の支援実績が掲載されている。

### 協力団体の反応
インターネット個人制作番組にて「ポリオ撲滅運動」の一環としてキャップ収集活動を行っていた田村淳は、協会に対してツイッター上で怒りを露わにし、キャップ集め参加者に謝罪した。今後、協会に対して質問状を提出する予定だという。6月13日、田村はツイッター上で協会理事長と面会したことを公表したが、理事長側からの回答が腑に落ちるものではなかったと不信感を示した。
JCVへの寄付が停止されていた問題を受け、エコキャップの回収を中断する企業・団体も出ている。全日本プラスチックリサイクル工業会はこれまで、学校などで集めたキャップの売却益20円/kgをエコキャップ推進協会に支払ってきたが、今後は各会員の判断で別のNPO法人かJCVに直接寄付する方針に転換した。

## 沿革
- 2005年5月 - 神奈川県の女子高校生の「ペットボトルはリサイクルされるのに、キャップが捨てられるのはもったいない」との考えに、神奈川県のNPO法人全国障害者福祉援護協会設立者の永田近が賛同、キャップの回収を呼び掛ける[4][5]
- 2005年7月 - 神奈川県立神奈川総合産業高等学校と大東文化大学練馬キャンパス/中板橋商店会の2箇所で活動が始まる
- 2006年1月 - 任意団体「エコキャップ推進全国連絡協議会」を設立
- 2007年8月30日 - 「エコキャップ推進協会」を設立、笹森清が理事長となる[21]
- 2008年2月8日 - 内閣府よりNPO法人(特定非営利活動法人)を認証される
- 2011年7月 - 笹森清が死去、同氏と交友のあった藤沢久美が理事長に就任[21]
- 2012年11月16日 - 永田近専務理事兼事務局長が死去、その後、藤沢久美理事長が辞任、矢部信治が理事長となる[21]
- 2013年2月 - 「特定非営利活動法人エコキャップ推進協会」と「特定非営利活動法人全国障害者福祉援護協会 エコキャップ協会」に分裂[21]
- 2013年9月 - 世界の子どもにワクチンを日本委員会(JCV)への寄付を停止

## 協力している有名人
- 田村淳 - インターネット個人制作番組で広報